# Gutshof Suuremõisa
Koordinaten: 58° 52′ 13″ N, 22° 56′ 41″ O
Das Gutshof Suuremõisa (deutsch Großenhof, estnisch Hiiu-Suuremõisa mõis, schwedisch Storhovet) ist ein historischer Gutshof im Dorf Suuremõisa auf der Ostseeinsel Hiiumaa. Das prunkvolle Herrenhaus ist eines der am besten erhaltenen Architekturbeispiele des Spätbarocks in Estland.

## Geschichte

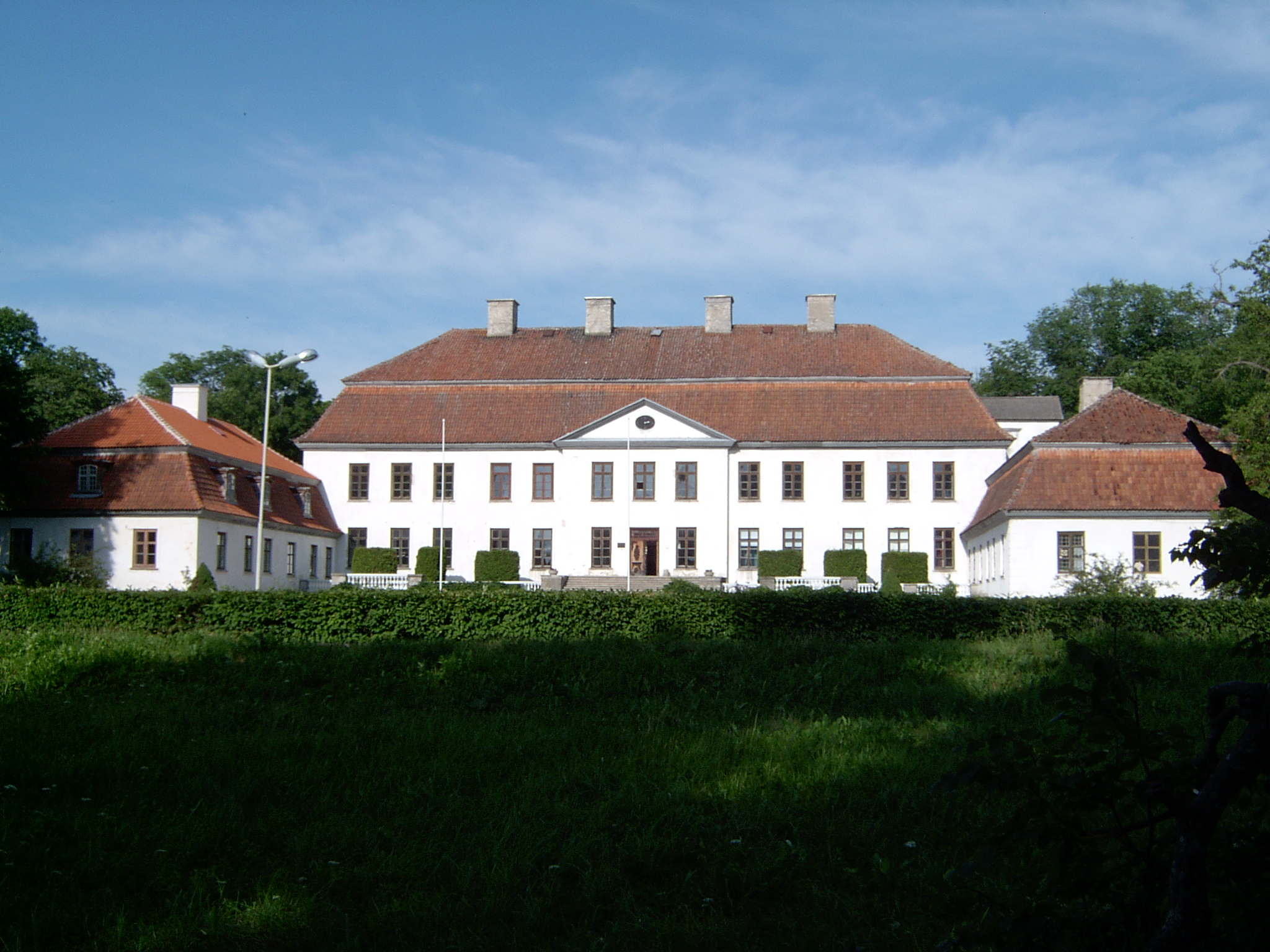
Frontansicht des Herrenhauses von Suuremõisa

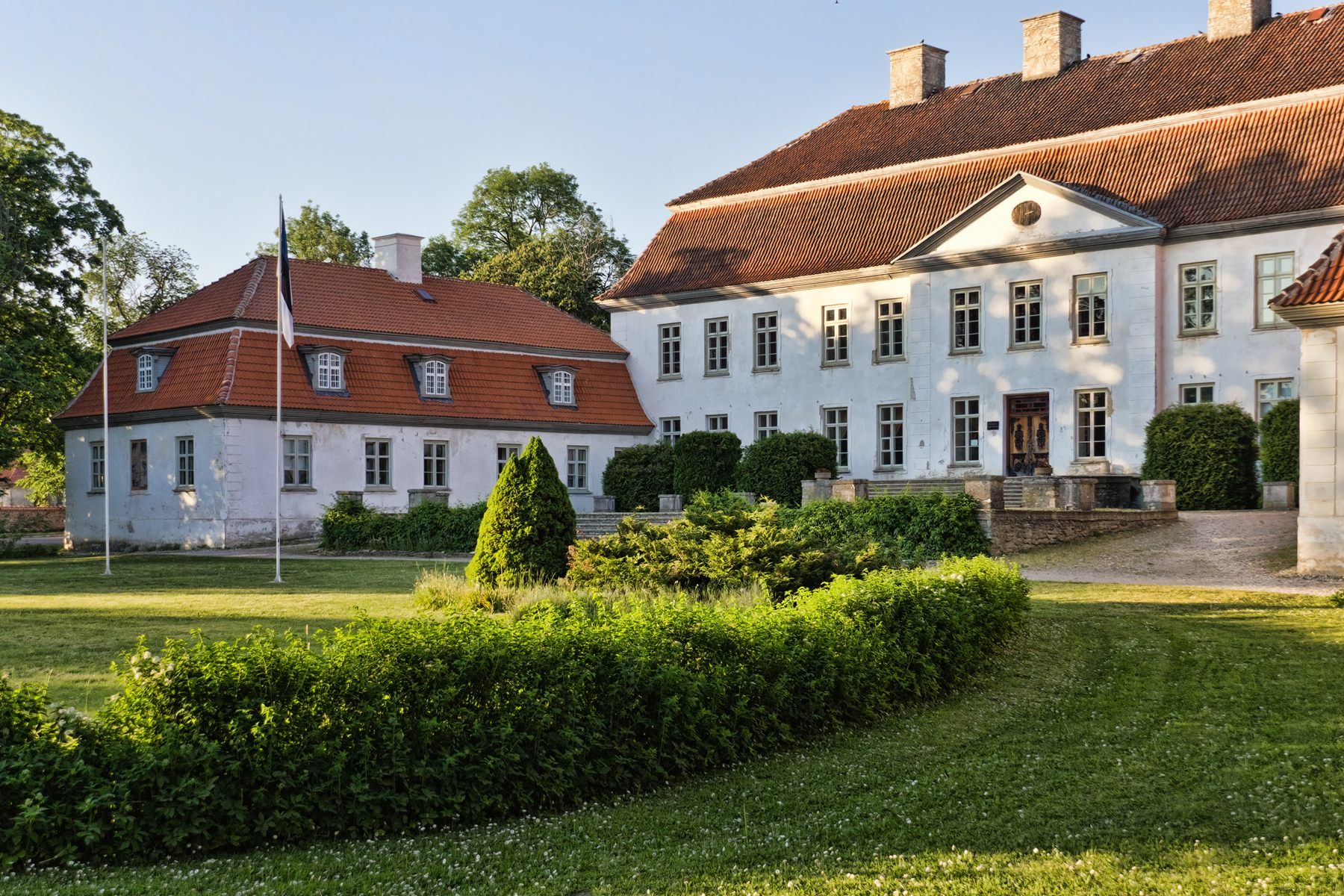
Der Ehrenhof

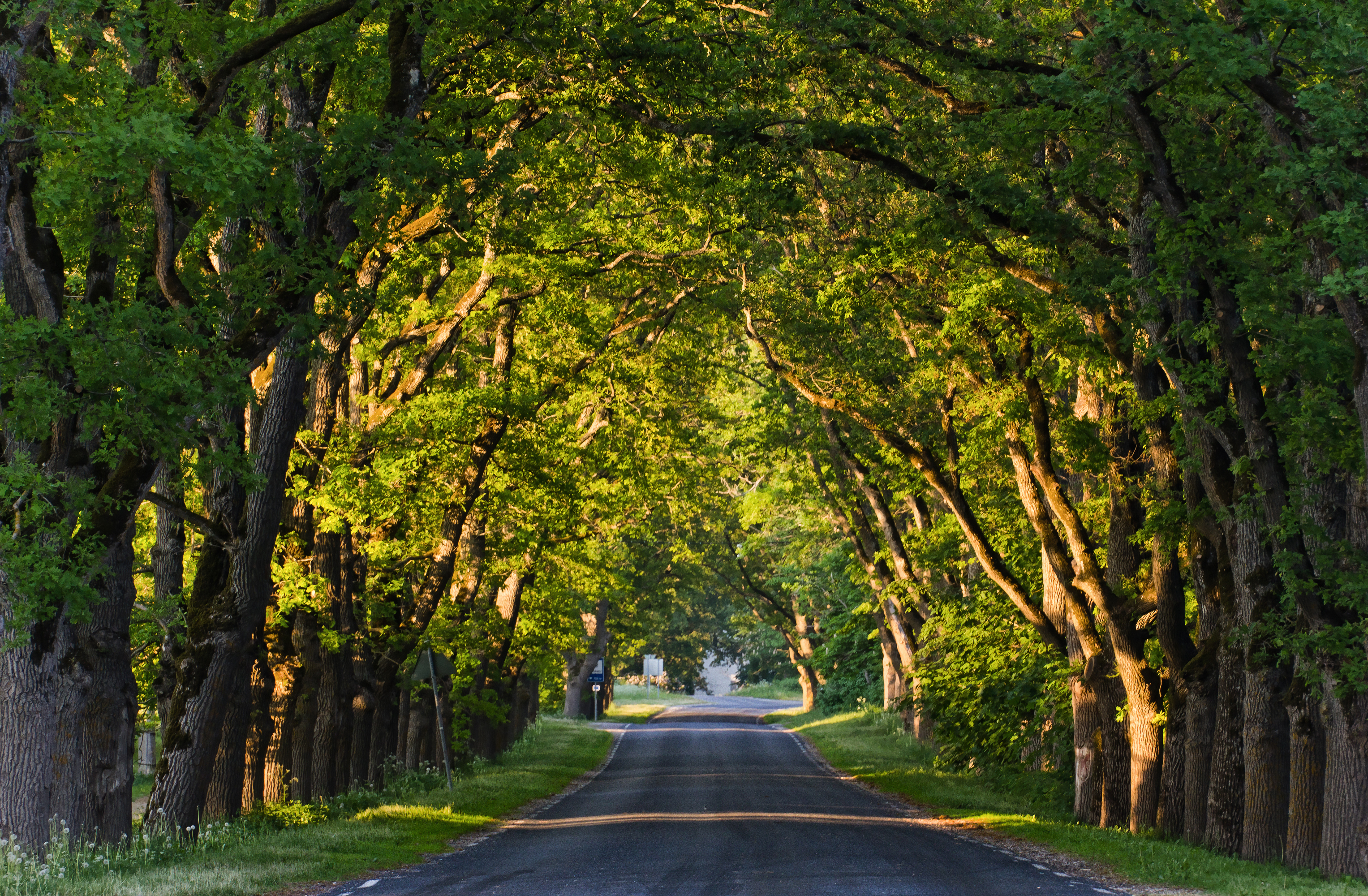
Allee auf dem Gut

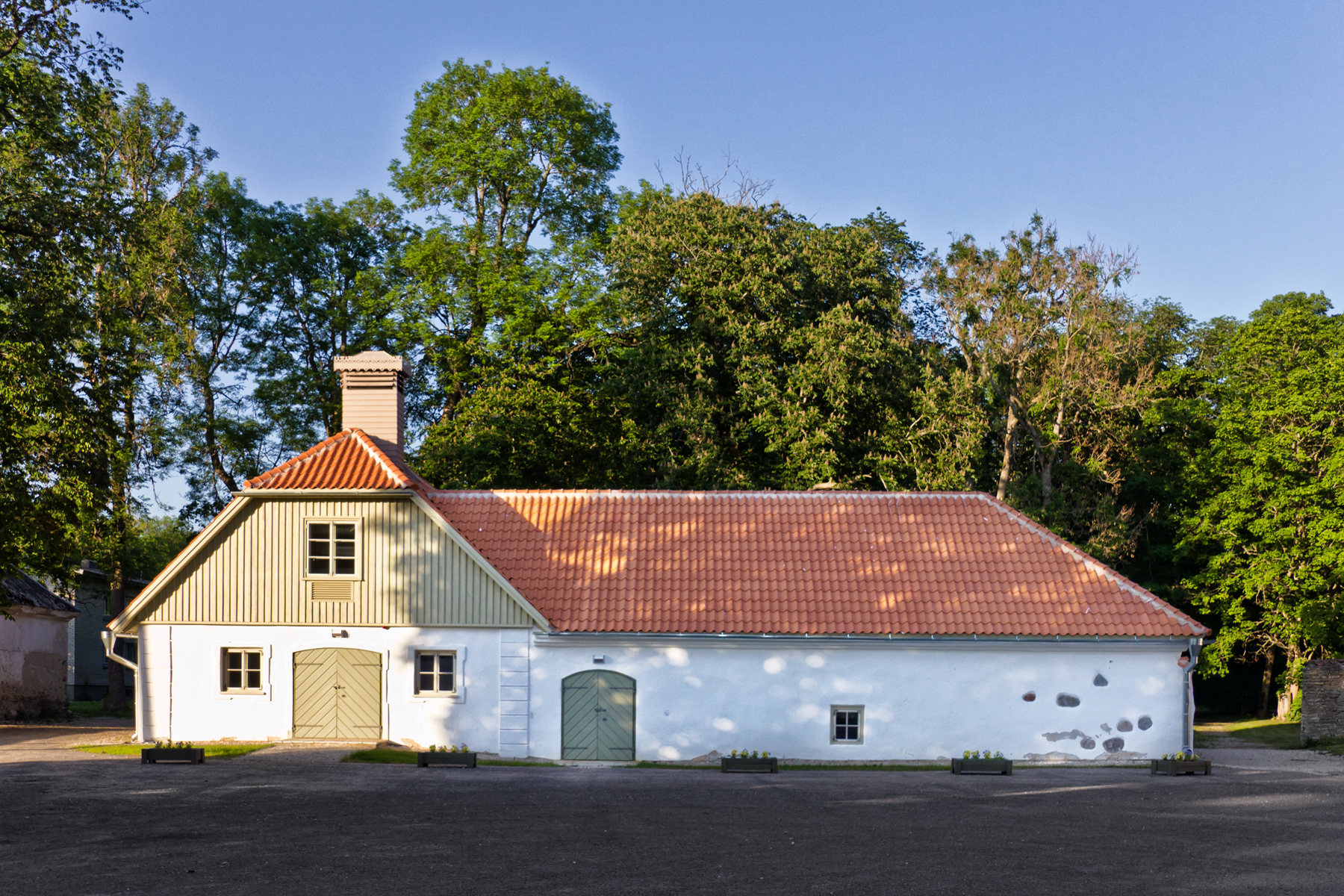
Nebengebäude

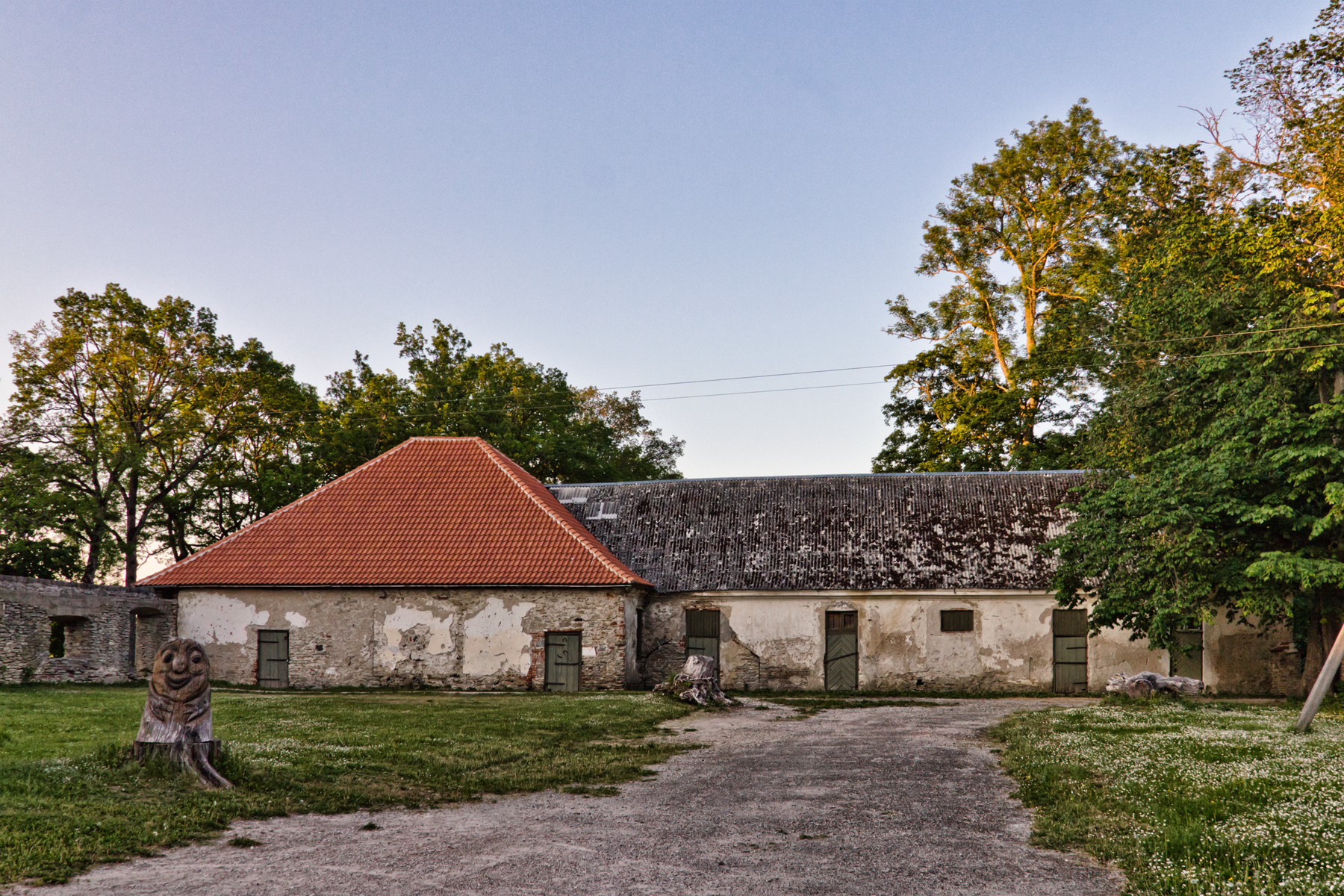
Ruinen der alten Käserei

1563 wurde Hiiumaa schwedisch. Das Gut wurde erstmals 1565 unter dem Namen Pühalepa (Pohilep bzw. Poylipe) urkundlich erwähnt. Ab 1633 wurde es Großenhof genannt, wovon sich der estnischsprachige Name Suuremõisa ableitet.
Anfang des 17. Jahrhunderts stand das Gut im Eigentum der adligen Familie Stackelberg. 1624 gehörte es wie nahezu ganz Hiiumaa dem schwedischen Militär Jakob De la Gardie (1583–1652). Unter ihm wurde das Gut mit seinen zahlreichen Nebengebäuden und der Obstplantage bis ins 19. Jahrhundert eines der wirtschaftlichen Zentren der Insel Hiiumaa.
Sein Sohn Axel Julius De la Gardie (1637–1710), der von 1687 bis 1704 schwedischer Generalgouverneur von Estland war, baute es weiter aus. 1691 fiel das Gut im Zuge der Reduktion an die schwedische Krone.
Nach dem Nordischen Krieg gelangte Suuremõisa ab Mitte des 18. Jahrhunderts durch einen Ukas der russischen Zarin Elisabeth erneut in Privateigentum. Es war Jakob De la Gardies Urenkelin Ebba Margaretha De la Gardie (1704–1775), die das heutige repräsentative Herrenhaus errichten ließ. Sie heiratete in die adlige deutschbaltische Familie Stenbock ein.
1777 war Ebba Margarethas jüngster Sohn Jakob Pontus Stenbock (1744–1824) Eigentümer von Suuremõisa. 1796 musste er das Gut an den Geschäftsmann Otto Reinhold Ludwig von Ungern-Sternberg (1744–1811) verpfänden, der für die Schulden Stenbocks aufgekommen war. 1813 fiel es ganz in das Eigentum der Familie Ungern-Sternberg. Ungern-Sternberg, einer der reichsten Männer der Insel, war bereits Eigentümer zahlreicher Herrenhäusern in Nord-Hiiumaa. Nach einer Verurteilung wegen Mordes und seiner Verbannung 1803 nach Sibirien verwalteten seine beiden Söhne Peter Ludwig Konstantin von Ungern-Sternberg (1779–1836) und Heinrich Georg Eduard von Ungern-Sternberg (1782–1861) das Gut weiter.
Der 1863 geborene Evald Adam Gustav Paul von Ungern-Sternberg, der letzte Gutsherr, der vor Ort lebte, starb unerwartet 1909, ohne einen Erben zu hinterlassen. Während des Ersten Weltkriegs wurde ein Großteil der umfangreichen Bibliothek und der Besitztümer gestohlen oder verkauft. Letzte Eigentümerin vor der Enteignung im Zuge der estnischen Landreform 1919 war die deutschbaltische Baronin Dorothea von Stackelberg (* 7. Oktober 1870 in Reval; † 1945), geborene Gräfin Ungern-Sternberg, die hier 1894 Otto Magnus von Stackelberg geheiratet hatte.
Anschließend wurde das Gut als Sitz einer Grund- und Fachoberschule genutzt.

## Herrenhaus
Sein heutiges Aussehen erhielt das Gut in den Jahren 1750–1770 unter der tatkräftigen Gräfin Ebba Margaretha De la Gardie (1704–1775).
Von 1755 bis 1760 entstand unter ihrer Patronage das großzügig angelegte Herrenhaus mit seinem Mansarddach im Stil des Barock. Das frühere eingeschossige Herrenhaus musste dafür weichen.
1772 wurden an den Neubau zwei eingeschossige Seitenflügel hinzugefügt. Sie bilden mit dem Hauptgebäude einen Ehrenhof. Vorbilder waren spätbarocke Schlösser in De la Gardies schwedischer Heimat wie Schloss Ulriksdal bei Stockholm.
Das Schloss beherbergte anfangs 64 Räume. Das Erdgeschoss prägt ein festlich anmutendes Vestibül mit einem Marmorfußboden. Eine zweiflügelige Treppe mit kunstvoller Balustrade führt in das obere Stockwerk. Blickfang im ersten Obergeschoss ist der große Saal mit seiner Stuckdecke.
Die Paradetür des Herrenhauses aus Eichenholz ist mit barocken Schnitzereien verziert. Vor ihr erstreckt sich eine zehn Meter breite Terrasse und die Paradetreppe, auf der man mit Kutschen vor das Haus fahren konnte.
Um das Herrenhaus erstreckt sich ein weiter Park im englischen Stil. Die auf das Herrenhaus zuführenden mehr als zweihundert Jahre alten Alleen weisen zahlreiche Baumarten auf.
Seit 1924 wird das Herrenhaus als Lehranstalt genutzt, jedoch gehörten einige Räume und Säle in der Zwischenkriegszeit den letzten Nachkommen der deutschbaltischen Voreigentümer. Heute ist in den Seitenflügeln eine Grundschule und im Mittelteil eine Berufsakademie untergebracht.

## Legenden und Mythen
Viele mysteriösen Geschichten sind mit dem Herrenhaus verbunden. Etliche Leute berichteten, besonders nachts Stimmen gehört oder gar Geister gesehen zu haben. Als vor langer Zeit die Stenbocks und der Pfarrer Johan Chalenius (1730–1776) im Gutshof lebten, soll der Teufel höchstpersönlich an Kartenspielen teilgenommen haben, ohne dass die Gutsherren dies bemerkt hätten.
Ältere Leute berichteten davon, dass der Teufel das Herrenhaus für sich selbst gewinnen wollte, nachdem es errichtet war. Da die Gutsherren damit jedoch nicht einverstanden waren, erschien der Teufel jede Nacht, um die Menschen in Angst und Schrecken zu versetzen. Schließlich wurde der Pfarrer gerufen, um eine Teufelsaustreibung durchzuführen. Dieser kam ins Gutshaus, legte sich auf ein Sofa in dem Raum nieder, wo sich die bösen Geister für gewöhnlich versammelten, und teilte einen hölzernen Apfel in zwei Teile.
Einen Apfelteil legte er auf einen Tisch, den anderen auf seine Brust. Der Pfarrer wusste, dass der Teufel das Haus betreten hatte, als die eine Apfelhälfte vom Tisch herüber zu ihm in Richtung der anderen Hälfte flog. Dann begann er die Worte des bösen Geistes aufzuzählen. Nach diesem Ritual bekreuzigte er die Tür dreimal und predigte das Vaterunser siebenmal an jedem einzelnen Fenster. Jede Ritze und jeder Spalt der Wand war durch das Zeichen des Kreuzes geschützt. Der Teufel war ausgetrieben. Daraufhin zog sich der Teufel in seine Schmiede in Kallaste zurück, von wo ihn schließlich die Dorffrauen für alle Ewigkeit vertrieben.